# Sara Radman
Sara Radman (* 20. Juli 1993 in Urach) ist eine deutsche Rhythmische Sportgymnastin.
Sara Radman ist Tochter des früheren kroatischen Fußballspielers Dražen Radman. Sie trainiert am DTB-Nationalmannschaftszentrum Fellbach-Schmiden (Bundesleistungszentrum für Rhythmische Sportgymnastik und Sportinternat) und lebt in Dettingen sowie in Fellbach. Die Schülerin startet für den TSV Schmiden und wird von Natalia Stsiapanava, Ekaterina Kotelikova und Vladimir Komkov trainiert. Ihr Spezialgerät ist das Seil. Ihren Sport erlernte Radman bei der TSG Tübingen, von wo sie 2006 an den Bundesstützpunkt Fellbach-Schmiden wechselte. Ihr fünfter Rang im Seil-Einzelfinale bei den Junioren-Europameisterschaften 2008 in Turin war das beste internationale deutsche Ergebnis in der Altersklasse überhaupt. Mit Camilla Pfeffer wurde sie zudem Zehnte im Teamwettbewerb. Radman ist Aktivensprecherin des Bereiches Rhythmische Sportgymnastik im Deutschen Turner-Bund.
2009 schaffte Radman den nahtlosen Übergang von den Juniorinnen in den Leistungsbereich. Erste internationale Meisterschaft bei den Frauen wurden die Weltmeisterschaften des Jahres in Mie. Dort wurde sie mit Maike Deuschle, Johanna Gabor, Pfeffer und Karolina Raskina im Gruppen-Mehrkampf und der zweiten Gerätegruppe 13., in der ersten Gerätegruppe 14. Bei den Europameisterschaften im Frühjahr 2010 in Bremen verpasste Radman mit Cathrin Puhl, Pfeffer, Mira Bimperling, Raskina und Regina Sergeeva im Mannschaftswettkampf als Viertplatzierte hinter Russland, Italien und Weißrussland nur um einen Rang eine Medaille. Mit Pfeffer, Puhl, Bimperling und Sergeeva wurde sie zudem Vierte in der ersten sowie der zweiten Gerätegruppe. Im Herbst des Jahres folgten die Weltmeisterschaften in Moskau, bei denen Radman mit Pfeffer, Puhl Bimperling und Sergeeva in der Mannschaft Achte sowie in derselben Besetzung jeweils Fünfte in der ersten und zweiten Gerätegruppe wurde. Bei den Weltmeisterschaften ein Jahr später in Montpellier erreichte sie mit Pfeffer, Puhl, Nicole Müller, Bimperling und Sergeeva den sechsten Rang im Gruppen-Mehrkampf sowie Platz sieben in der ersten und Platz fünf in der zweiten Gerätegruppe. Mit dem sechsten Rang qualifizierte sich das Team direkt für die Olympischen Sommerspiele 2012 in London. Vor den Spielen kam sie noch bei den Europameisterschaften 2012 in Nischni Nowgorod zum Einsatz. Im Gruppen-Mehrkampf erreichte sie mit Judith Hauser, Müller, Pfeffer, Puhl und Bimperling den neunten Rang. In der gleichen Besetzung belegte die Gruppe bei den Olympischen Spielen in London den zehnten Platz.
2013 wurde Radman zur Kapitänin der neu formierten Nationalmannschaft-Gruppe ernannt und erreichte mit Hauser, Anastasia Kempf, Anastasija Khmelnytska, Daniela Potapova und Rana Tokmak bei den Weltmeisterschaften in Kiew Rang neun im Mehrkampf und Rang sieben im Keulenfinale. An den Europameisterschaften 2014 in Baku konnte sie nicht teilnehmen, da sie zu dieser Zeit ihren Schulabschluss machte.